# Collegio elettorale di Fano (Senato della Repubblica)
Il collegio di Fano fu un collegio elettorale uninominale della Repubblica Italiana appartenente alla Circoscrizione Marche; fu utilizzato per eleggere un senatore della Repubblica nella XII, XIII e XIV legislatura.
Venne istituito nel 1993 con la cosiddetta Legge Mattarella (Legge n. 276, Norme per l'elezione del Senato della Repubblica), attuata in seguito al referendum abrogativo del 1993. La legge istituì per la Camera dei deputati e per il Senato della Repubblica un sistema di elezione misto, in parte maggioritario e in parte proporzionale. Il 75% dei parlamentari dell'assemblea veniva eletto in collegi uninominali tramite sistema maggioritario a turno unico; il restante 25% al Senato veniva eletto tramite recupero proporzionale dei più votati non eletti attraverso un meccanismo di calcolo denominato scorporo, cioè sottraendo dal conteggio dei voti totali di una lista nella parte proporzionale i voti ottenuti dai candidati collegati alla medesima lista che erano eletti nei collegi uninominali con il sistema maggioritario.
Il collegio venne abolito insieme a tutti gli altri che costituivano il Senato con la promulgazione della legge elettorale successiva, la cosiddetta Legge Calderoli. Questa prevedeva un sistema proporzionale con premio di maggioranza, che al Senato veniva attribuito a livello regionale.

## Territorio
Il collegio di Fano era uno dei 6 collegi uninominali in cui erano suddivise le Marche; come previsto dal D.Lgs. del 20 dicembre 1993 n. 535, comprendeva i seguenti comuni: Barbara, Barchi, Cartoceto, Castel Colonna, Castelleone di Suasa, Chiaravalle, Corinaldo, Falconara Marittima, Fano, Fossombrone, Isola del Piano, Mondavio, Mondolfo, Monte Porzio, Monte San Vito, Montecarotto, Montefelcino, Montemaggiore al Metauro, Montemarciano, Monterado, Orciano di Pesaro, Ostra, Ostra Vetere, Piagge, Poggio San Marcello, Ripe, Saltara, San Costanzo, San Giorgio di Pesaro, Sant'Ippolito, Senigallia, Serra de' Conti e Serrungarina.

## Eletti
| Elezione | Elezione | Senatore          | Partito            |
| -------- | -------- | ----------------- | ------------------ |
|          | 1994     | Luana Angeloni    | Progressisti (PDS) |
|          | 1996     | Angelo Giorgianni | L'Ulivo (RI)       |
|          | 2001     | Guido Calvi       | L'Ulivo (DS)       |

## Dati elettorali

### XII legislatura
|                               | Luana Angeloni ✔️ Eletta | Progressisti       | 70 624  | 48,63 |  |  |  |  |  |
|                               | Giuseppe Guiducci        | Patto per l'Italia | 28 361  | 19,53 |  |  |  |  |  |
|                               | Onorino Maiolatesi       | Polo delle Libertà | 24 693  | 17,00 |  |  |  |  |  |
|                               | Marisa Bocchi in Bocchi  | Alleanza Nazionale | 21 549  | 14,84 |  |  |  |  |  |
| Totale                        | Totale                   | Totale             | 145 227 | 100   |  |  |  |  |  |
|                               |                          |                    |         |       |  |  |  |  |  |
| Voti non validi               | Voti non validi          | Voti non validi    | 12 271  | 7,79  |  |  |  |  |  |
| Votanti                       | Votanti                  | Votanti            | 157 498 | 86,94 |  |  |  |  |  |
| Elettori                      | Elettori                 | Elettori           | 181 165 |       |  |  |  |  |  |
|                               |                          |                    |         |       |  |  |  |  |  |
| Data: 27-28 marzo 1994        |                          |                    |         |       |  |  |  |  |  |
| Fonte: Ministero dell'interno |                          |                    |         |       |  |  |  |  |  |

### XIII legislatura
|                               | Angelo Giorgianni ✔️ Eletto | L'Ulivo             | 87 743  | 60,42 |  |  |  |  |  |
|                               | Alfonso Pagnoni             | Polo per le Libertà | 52 941  | 36,45 |  |  |  |  |  |
|                               | Luigi Tozzi                 | Lega Nord           | 4 539   | 3,13  |  |  |  |  |  |
| Totale                        | Totale                      | Totale              | 145 223 | 100   |  |  |  |  |  |
|                               |                             |                     |         |       |  |  |  |  |  |
| Voti non validi               | Voti non validi             | Voti non validi     | 11 561  | 7,37  |  |  |  |  |  |
| Votanti                       | Votanti                     | Votanti             | 156 784 | 84,74 |  |  |  |  |  |
| Elettori                      | Elettori                    | Elettori            | 185 028 |       |  |  |  |  |  |
|                               |                             |                     |         |       |  |  |  |  |  |
| Data: 21 aprile 1996          |                             |                     |         |       |  |  |  |  |  |
| Fonte: Ministero dell'interno |                             |                     |         |       |  |  |  |  |  |

### XIV legislatura
|                               | Guido Calvi ✔️ Eletto | L'Ulivo                              | 75 361  | 49,67 |  |  |  |  |  |
|                               | Andrea Venarucci      | Casa delle Libertà                   | 53 021  | 34,95 |  |  |  |  |  |
|                               | Carla Panajoli        | Partito della Rifondazione Comunista | 8 953   | 5,90  |  |  |  |  |  |
|                               | Agostino Palazzi      | Lista Di Pietro                      | 4 816   | 3,17  |  |  |  |  |  |
|                               | Claudio Carloni       | Fiamma Tricolore                     | 3 511   | 2,31  |  |  |  |  |  |
|                               | Fabio Uguccioni       | Democrazia Europea                   | 3 341   | 2,20  |  |  |  |  |  |
|                               | Renzo Colombaroni     | Lista Pannella-Bonino                | 2 721   | 1,79  |  |  |  |  |  |
| Totale                        | Totale                | Totale                               | 151 724 | 100   |  |  |  |  |  |
|                               |                       |                                      |         |       |  |  |  |  |  |
| Voti non validi               | Voti non validi       | Voti non validi                      | 8 789   | 5,48  |  |  |  |  |  |
| Votanti                       | Votanti               | Votanti                              | 160 513 | 83,34 |  |  |  |  |  |
| Elettori                      | Elettori              | Elettori                             | 192 601 |       |  |  |  |  |  |
|                               |                       |                                      |         |       |  |  |  |  |  |
| Data: 13 maggio 2001          |                       |                                      |         |       |  |  |  |  |  |
| Fonte: Ministero dell'interno |                       |                                      |         |       |  |  |  |  |  |